# Ruth (Mondkrater)
Ruth ist ein kleiner Einschlagkrater auf der nordwestlichen Mondvorderseite am östlichen Rand des Kraters Krieger.
Die namentliche Bezeichnung des Kraters war ursprünglich nicht als offiziell gedacht. Sie wurde zusammen mit anderen inoffiziellen Bezeichnungen kleiner Oberflächenstrukturen aus der Topophotomap-Kartenserie der NASA von der IAU 1976 übernommen. Der Krater erscheint mit dieser Bezeichnung auf Topophotomap 39A/S1.
Der Name selbst erscheint in einer Liste als Kraternamen vorgesehener männlicher und weiblicher Vornamen in den Proceedings der 16. Generalversammlung der IAU (Grenoble 1976).